# Calcio Foggia 1920
El Calcio Foggia 1920 es un club de fútbol de Italia, con sede en Foggia, en la región de Apulia. Fue fundado en 1920 como Sporting Club Foggia y fue refundado en varias ocasiones. Compite en la Serie C, tercera categoría del fútbol italiano.

## Historia
El club nació en 1920, con la fusión de dos clubes, el Unione Sportiva pro Foggia y el Unione Sportiva Atleta, naciendo el Sporting Club Foggia. El club jugó su primer partido en febrero de 1922. En 1928, cambió el nombre a Unione Sportiva Foggia. En la 1931-32, consiguió su primer ascenso a la Serie B, liderado por jugadores como Alberto Marchionneschi, Raggio Montaneri y Arduino Marchetti, en la que se denominó la Foggia de las 3 M. En los sucesivos años, la Foggia sufrió descensos y ascensos, sin lograr asentarse en la Serie B. En 1939, el club cambió de nuevo su nombre a Unione Polisportiva Foggia, ya que el equipo quería involucrarse en deportes como ciclismo o tenis.[cita requerida]

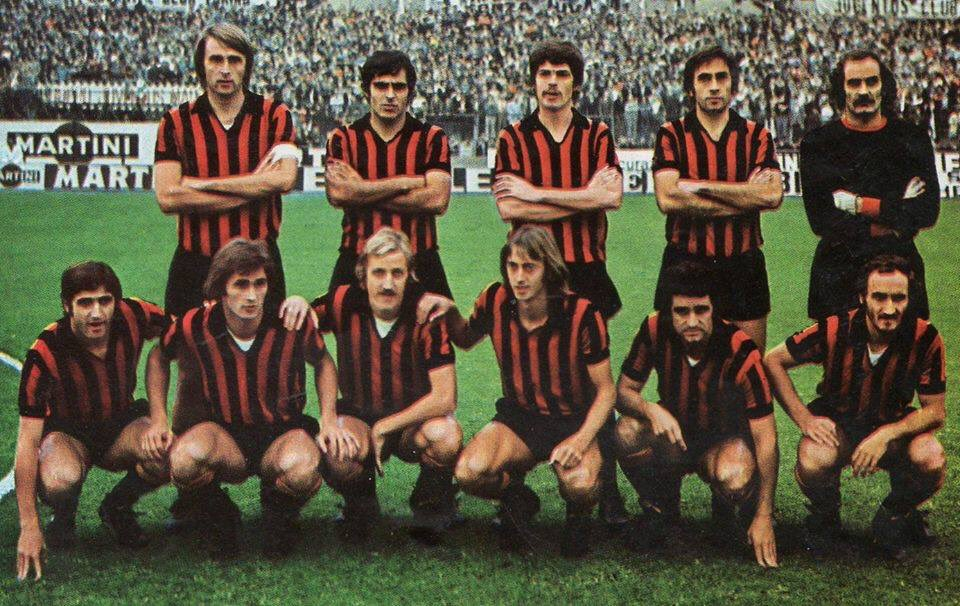
El Foggia de la temporada 1974/75

El Foggia disfrutó de sus épocas doradas en los años sesenta con Oronzo Pugliese, en los años setenta con Thomas Maestrelli, y especialmente en la primera mitad de la década de los noventa, cuando, bajo la dirección de Zdeněk Zeman, compitió cuatro temporadas en la Serie A. En 1991-1992 y en 1993-1994, estuvo cerca de una histórica clasificación en la Copa de la UEFA.
Para la temporada 2012/13, el equipo tuvo una reestructuración y cambiaron el nombre por el de Associazione Calcistica Dilettantistica Foggia Calcio. El 15 de julio de 2014 fue declarado en quiebra por el Tribunal de Foggia. En el 2015 el Foggia Calcio adquiere los derechos deportivos del Unione Sportiva Foggia, quebrado el año anterior.
El mejor resultado conseguido estando en la máxima categoría fue un 9 º lugar en tres ocasiones diferentes (1964-1965, 1991-1992 y 1993-1994). En las copas de los mejores resultados están ganando la Copa de Italia Serie C en 2007, el 3.er lugar en la final del round-robin Copa de Italia en 1969 y las semifinales de la Copa de Italia desde 1994 hasta 1995.
El Foggia es uno de los pocos equipos de Serie B que lograron llegar a la final de la Copa Italia, aunque ninguno logró ganarla a excepción del Napoli: los otros equipos que llegaron fueron el Ancona, el Palermo, el Varese, el Padova y el Catanzaro.

## Entrenadores

### Cronología
Listado cronológico de entrenadores de la Foggia desde 1923.
- Roberto Fini (1923-28)
- Severino Roso (1928-29)
- Béla Károly (1929-32)
- Tony Cargnelli (1932-33)
- Engelbert König (1933-34)
- Silvio Stritzel (1934-35)
- Giobatta Rebuffo (1935)
- Wilmos Wilhelm (1935-36)
- Béla Károly (1936-37)
- Angelo Benincasa (1937-39)
- István Fogl (1939-40)
- Rudolf Plemich (1940)
- István Fogl (1940-41)
- Rudolf Plemich (1941)
- Angelo Benincasa (1941-46)
- Piero Andreoli (1946-47)
- Lajos Politzer (1947-48)
- Angelo Benincasa (1948-49)
- András Kuttik (1949)
- Vincenzo Marsico (1949-50)
- András Kuttik (1950)
- Vincenzo Marsico (1950-51)
- Tony Cargnelli (1951-52)
- Cesare Migliorini (1952)
- Vincenzo Marsico (1952-53)
- Cesare Migliorini (1953-54)
- Lajos Kovács (1954-55)
- Leandro Remondini (1955)
- Vincenzo Marsico (1955-59)
- Leonardo Costagliola (1959-60)
- Paolo Tabanelli (1960-61)
- Leonardo Costagliola (1961)
- Oronzo Pugliese (1961-65)
- Egizio Rubino (1965-66)
- Luigi Bonizzoni (1966-68)
- Serafino Montanari (1968)
- Tommaso Maestrelli (1968-71)
- Ettore Puricelli (1971-72)
- Lauro Toneatto (1972-74)
- Cesare Maldini (1974-76)
- Roberto Balestri (1976)
- Ettore Puricelli (1976-78)
- Cinesinho (1978-79)
- Giorgio Sereni (1979-80)
- Ettore Puricelli (1980-81)
- Vasco Tagliavini (1981-82)
- Fernando Veneranda (1982)
- Lamberto Leonardi (1982-83)
- Lamberto Giorgis (1983)
- Romano Fogli (1983-84)
- Ettore Puricelli (1984)
- Lamberto Giorgis (1984-85)
- Graziano Landoni (1985)
- G.B. Fabbri (1985)
- Corrado Viciani (1985-86)
- G.B. Fabbri (1986)
- Zdeněk Zeman (1986-87)
- Roberto Balestri (1987)
- Pippo Marchioro (1987-88)
- Roberto Balestri (1988)
- Giuseppe Caramanno (1988-89)
- Zdeněk Zeman (1989-94)
- Enrico Catuzzi (1994-95)
- Delio Rossi (1995-96)
- Tarcisio Burgnich (1996-97)
- Domenico Caso (1997)
- Beniamino Cancian (1997-98)
- Domenico Caso (1998)
- Lorenzo Mancano (1998-99)
- Fabio Brini (1999)
- Piero Braglia (1999-00)
- Lorenzo Mancano (2000)
- Ignazio Arcoleo (2000-01)
- Bruno Pace (2001-02)
- Carlo Florimbi (2002)
- Pasquale Marino (2002-04)
- Giuseppe Giannini (2004-05)
- Massimo Morgia (2005-06)
- Giorgio Rumignani (2006)
- Silvano Fiorucci (2006)
- Stefano Cuoghi (2006-07)
- Fulvio D'Adderio (2007)
- Salvatore Campilongo (2007-08)
- Giuseppe Galderisi (2008)
- Raffaele Novelli (2008-09)
- Antonio Porta (2009)
- Guido Ugolotti (2010)
- Zdeněk Zeman (2010-11)
- Valter Bonacina (2011)
- Paolo Stringara (2011-12)
- Valter Bonacina (2012)
- Giovanni Cagiano (2012-13)
- Roberto Petrone (2013-14)

## Palmarés

### Torneos nacionales
- Serie B (1): 1990-91

### Torneos interregionales
- Serie C (3): 1959-60 (Grupo C), 1961-62 (Grupo C), 2016-17 (Grupo C)
- Copa Italia de la Serie C (2): 2006-07, 2015-16
- Prima Divisione (1): 1932-33 (Grupo B)
- Serie C2 (1): 2002-03 (Grupo C)
- Supercopa de la Lega Pro (1): 2017
- Serie D (1): 2019-20 (Grupo H)